# Benholmen (vid Lövö, Kimitoön)
Benholmen är en ö i Finland. Den ligger i Skärgårdshavet och i kommunen Kimitoön i den ekonomiska regionen  Åboland i landskapet Egentliga Finland, i den sydvästra delen av landet. Ön ligger omkring 52 kilometer söder om Åbo och omkring 140 kilometer väster om Helsingfors.
Öns area är 18,9 hektar och dess största längd är 0,7 kilometer i nord-sydlig riktning.